# 砷酸鹽
砷酸鹽是所有帶有砷酸根離子（化學式：AsO43−）的化合物的統稱，包括砷酸形成的各种盐。砷酸鹽中，砷原子的氧化態為+5，所以砷酸鹽的系統命名作砷(V)酸鹽。
由於砷和磷都屬於元素週期表的第五族，且砷酸鹽和磷酸鹽的氧化態都是+5，所以砷酸鹽和磷酸鹽的化學性質甚為相似。砷酸鹽是中等強度的氧化劑，還原成亞砷酸鹽的标准电极电势為+0.56V。

## 自然來源
砷酸鹽存在於多種礦物中；含水和脫水的砷酸鹽都能在大自然中找到。跟自然中的磷酸鹽不同的是，砷酸鹽不會因為風化作用而流失。

## 離子狀態
- 在強酸性環境裡，砷酸鹽離子以砷酸（H3AsO4）的形式存在；
- 在弱酸性環境裡，砷酸鹽離子以砷酸二氫根（H2AsO4−）的形式存在；
- 在弱鹼性環境裡，砷酸鹽離子以砷酸一氫根（HAsO42−）的形式存在；
- 在強鹼性環境裡，砷酸鹽離子不帶氫原子，單獨存在（AsO43−）。

## 毒性
糖解作用中，甘油醛-3-磷酸加入無機磷酸鹽離子後會生產1,3-雙磷酸甘油酸，後者再轉化成3-磷酸甘油酸，途中釋放出一個三磷酸腺苷分子。砷酸鹽可以代替磷酸鹽，將甘油醛-3-磷酸轉換成1-砷酸-3-磷酸甘油酸；這個分子相當不穩定，並會自動水解成3-磷酸甘油酸，途中不會釋放三磷酸腺苷。結果，糖解作用繼續，但損失了一個三磷酸腺苷分子。這損失便是砷酸鹽的毒性所在。
砷酸鹽跟其他砷化合物一樣，也可以抑制丙酮酸變成乙醯輔酶A的化學作用，從而抑制克氏循環，造成更大毒性。

## 自然生產和消耗砷酸鹽的細菌
有些細菌品種用砷酸鹽作氧化劑，氧化燃料以取得能量，同時生產亞砷酸鹽。這個化學反應所涉及的酶稱為砷酸還原酶。
2008年，美國地質調查局的科學家發現了一種用亞砷酸鹽來進行光合作用的細菌。一般的光合作用使用水作為電子供體，反應後生成氧氣；這種細菌則用亞砷酸鹽作為電子供體，反應後生成砷酸鹽。發現這種細菌的研究者認為，這些細菌經光合作用所產生的砷酸鹽，鼓勵了其他耗用砷酸鹽的細菌生長和擴散。
2010年，美國太空總署天體生物學研究院的一隊研究者成功培殖了一些帶有耐砷性的GFAJ-1細菌樣本。他們從莫諾湖取得這些細菌，並在砷酸鹽濃度偏高、磷酸鹽濃度低的環境下培育這些細菌。他們的研究成果顯示了這些細菌能用砷酸鹽代替磷酸鹽，合成各種生物分子，包括脫氧核糖核酸。不過，這個研究成果的有效性仍存爭議。